# Wadim Dierbieniow
Wadim Kławdijewicz Dierbieniow (ros. Вадим Клавдиевич Дербенёв, ur. 18 czerwca 1934 w Jarosławiu, zm. 24 października 2016 w Moskwie) – radziecki i rosyjski reżyser filmowy, scenarzysta i operator filmowy. Zasłużony Działacz Sztuk Mołdawskiej SRR (1962), Ludowy Artysta Federacji Rosyjskiej (1994).
Absolwent wydziału operatorskiego WGIK (1957). Pracował m.in. w wytwórni Moldova-Film w Kiszyniowie. Od 1969 roku w wytwórni Mosfilm. Pochowany na Cmentarzu Wagańkowskim w Moskwie.

## Filmografia

### Reżyseria
- 1965: Ostatni miesiąc jesieni

### Operator filmowy
- 1958: Ataman Kodr
- 1960: Kołysanka
- 1963: Człowiek idzie za słońcem